# Мария Магдалина (линейный корабль, 1789)
«Мари́я Магдали́на» (с 1799 года — «Мария Магдалина первая», поскольку в строй вступил 74-пушечный корабль «Мария Магдалина») — 66-пушечный парусный линейный корабль Черноморского флота Российской империи. Принимал участие в русско-турецкой войне 1787—1792 годов, средиземноморском походе эскадры Ф. Ф. Ушакова.
Был заложен 13 июня 1786 года на Херсонской верфи, спущен на воду 12 апреля 1789 года. Строительство вёл С. И. Афанасьев. Вошёл в состав Черноморского флота.

## История службы

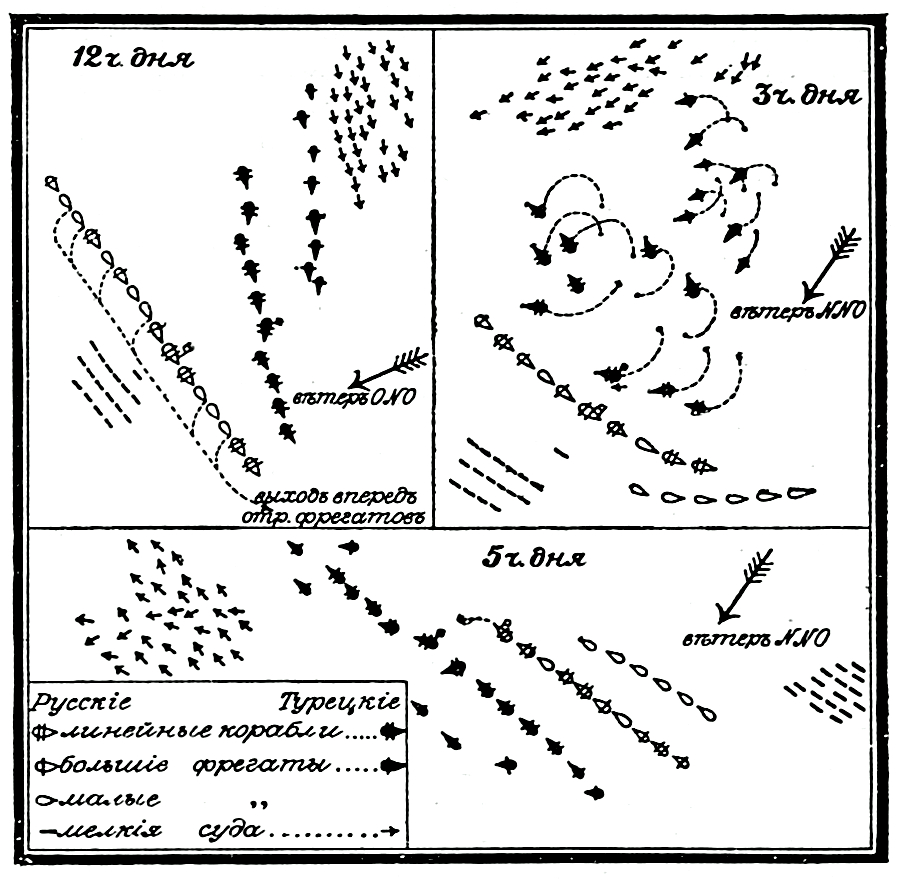
Схема Керченского сражения (из статьи «Керчь-Еникальский пролив» «Военная энциклопедия Сытина»). Линейный корабль Мария Магдалина второй в начальном ордере

### Русско-турецкая война 1787-1892
Вышел из Херсона и 5 июня 1789 года у Очакова присоединился к Лиманской эскадре, с которой 29 сентября прибыл в Севастополь. С 8 октября по 4 ноября 1789 года крейсировал в Чёрном море у острова Фидониси и устья Дуная в составе эскадры под командованием контр-адмирала М. И. Войновича. С июля по сентябрь 1790 года крейсировал в Чёрном море в составе эскадры контр-адмирала Ф. Ф. Ушакова. 8 июля 1790 года принимал участие в сражении у Керченского пролива, 28 августа — в сражении у острова Тендра, во время которого, находясь в авангарде, взял в плен турецкий корабль «Мелеки-Бахри».
В октябре-ноябре 1790 года с черноморской эскадрой прикрывал переход гребной эскадры из Днепра к устью Дуная. 31 июля 1791 года в составе эскадры Ф. Ф. Ушакова участвовал в сражении у м. Калиакра.

### Средиземноморский поход
13 августа 1798 года в составе эскадры вышел из Севастополя. 20 сентября объединённый русско-турецкий флот вышел из пролива Дарданеллы в Эгейское море. 13 октября принимал участие в высадке десанта на остров Занте, с 31 октября по 2 ноября принимал участие в бомбардировке крепости Св. Мавры, которая капитулировала 2 ноября после высадки десанта. С 9 ноября 1798 года в составе эскадры участвовал в осаде Корфу. Принимал активное участие в штурме 18-20 февраля 1799 года, после которого гарнизон крепости капитулировал. 24 июля в составе эскадры покинул Корфу и, зайдя в Мессину, 22 августа прибыл в Палермо, а 8 сентября — в Неаполь. 24 декабря 1799 года эскадра пришла в Мессину для дальнейших действий против крепости на Мальте.
31 декабря 1799 года, получив приказ Павла I о возвращении в Россию, русская эскадра вышла из Мессины и 7 января 1800 года прибыла в Корфу. Зимой 1800 года ремонтировался в Корфу. 6 июля вместе с эскадрой вышел в Россию и 26 октября 1800 года прибыл в Севастополь.
Разобран в 1803 году в Севастополе.

## Командиры корабля
- Г. К. Голенкин (1789—1791 годы).
- Е. П. Сарандинаки (1793—1798 годы).
- Г. И. Тимченко (1799—1800 годы).